# GNU General Public License
GNU General Public License (forkortes ofte GPL) er en softwarelicens, der er den mest udbredte til fri software- og open source-programmer. Licensen er udarbejdet af Free Software Foundation til brug i GNU-projektet.
Baggrunden for GPL er at give brugeren en række friheder og sikre, at disse friheder også gælder for afledte værker. Den slags licenser kaldes for Copyleft.